# Umuryango Nyarwanda w’Abagore Bafite Ubumuga
Umuryango Nyarwanda w’Abagore Bafite Ubumuga (UNABU, englisch Rwandan Organization of Women with Disabilities, deutsch „Ruandische Organisation von Frauen mit Behinderungen“) ist ein Behindertenverband von und für Frauen in Ruanda.

## Geschichte und Organisation
UNABU wurde 2002 von 14 Frauen mit unterschiedlichen Behinderungen in Ruanda gegründet. Die Nichtregierungsorganisation ist Mitglied des nationalen Behindertendachverbands National Union of Disability Organizations in Rwanda (NUDOR, deutsch „Nationale Union der Behindertenorganisationen in Ruanda“) und ist beim Rwanda Governance Board registriert (No06/RGB/NGO/2017). Sie ist überregional in Ruanda aktiv. Geschäftsführender Direktor von UNABU ist die Mitgründerin Guidance Mushimiyimana.

## Hintergrund und Ziele
Nach dem National Institute of Statistics of Rwanda (NISR) gab es 2012 insgesamt 225.303 Frauen mit Behinderungen in Ruanda. UNABU setzt sich für die Rechte und Anliegen von behinderten Frauen und Mädchen in Ruanda ein. Dazu zählt der Einsatz für Chancengleichheit und gegen geschlechtsspezifische Gewalt, der behinderte Frauen häufiger als nichtbehinderte Frauen ausgesetzt sind. Die Projekte konzentrieren sich zudem auf die wirtschaftliche Stärkung der Frauen und ihre Rechte im Bereich sexuelle Gesundheit sowie reproduktive Gesundheit und reproduktive Rechte (englisch Sexual and Reproductive Health and Rights, kurz SRHR).
Zu den Unterstützern und Kooperationspartnern von UNABU zählen:
- National Council of Persons with Disabilities (NCPD)
- Disability Rights Fund[10]
- UN Women
- UN Trust Fund
- African Women’s Development Fund (AWDF)
- Making It Work
- UK Aid
- Arthur Foundation
- Kvinna till Kvinna Foundation
- Ideo.org
- VSO Rwanda
- Paper Crown Rwanda[7]
- Haguruka[10]